# Раздымаха, Георгий Семёнович
Гео́ргий Семёнович Раздыма́ха (1903, Харьковская губерния — ум. 16 декабря 1980, Каменец-Подольский) — советский педагог. Кандидат технических наук (1939). Доцент.

## Биография
Родился 17 апреля 1903 года[по какому календарю?] в селе Танюшевка Старобельского уезда Харьковской губернии (ныне Новопсковский район Луганской области).
В марте 1920 года стал членом КПСС; принимал участие в организации комсомола, был избран секретарём инициативной группы, а затем секретарём Старобельского уездного бюро комсомола. В июле 1920 года по заданию Старобельского уездного бюро комитета комсомола прибыл в Беловодск, где стал записывать желающих вступить в комсомол.
В 1933 году окончил механико-математический факультет МГУ, в 1936 — ГАИШ.
Был старшим научным сотрудником Центрального научно-исследовательского института геодезии, аэросъёмки и картографии (ЦНИИГАиК).
Работал в Каменец-Подольском педагогическом институте (ныне Каменец-Подольский национальный университет имени Ивана Огиенко). Был деканом физико-математического факультета, заведующим и доцентом кафедры физики. Преподавал в основном астрономию, а также математику, иногда — физику.
Избирался депутатом Каменец-Подольского городского совета.
Для учебного пособия «Астрономия» (1971) Раздымаха написал «Введение» и три раздела: «Краткий очерк развития астрономии», «Строение Солнечной системы», «Элементы небесной механики».

## Награды
Награждён орденом Красного Знамени, орденом Трудового Красного Знамени, десятью медалями.